# Costa Rica en la Copa Mundial Sub-17 de 1985
La selección de Costa Rica fue uno de los 16 equipos participantes en la Copa Mundial de Fútbol Sub-17 de 1985, torneo que se llevó a cabo entre el 31 de julio y el 11 de agosto de 1985 en China.
En el sorteo la selección de Costa Rica quedó en el Grupo C junto con Arabia Saudita, Italia y Nigeria.

## Clasificación
Primera fase:Triunfos ante El Salvador y Trinidad y Tobajo.
Siguiente fase: Triunfo contra Honduras 3-1 y Canadá 2-1. Empate contra México 1-1.

## Fase de grupos
- Costa Rica - Arabia Saudita  1-4, Gol de Hernán Medford.
- Costa Rica - Italia 0-2.
- Costa Rica  - Nigeria 0-3.

## Jugadores
DT: Manuel Antonio "Ibo" Arias